# Lumumba (arrondissement de Pointe-Noire)
Pour les articles homonymes, voir Lumumba (homonymie).
Lumumba est le premier arrondissement de Pointe-Noire, la capitale économique de la République du Congo. C'est le centre administratif et commercial de la commune.

## Historique
L’arrondissement n°1 est né des cendres de l’agglomération indigène de Pointe-Noire en 1937, conséquence de l’extension galopante de la ville.
Les adjoints au maire, les maires délégués ou les administrateurs-maires qui se sont succédé à la tête de cet arrondissement sont :
- Joffre sous administration coloniale (1955-1956) ;
- Albert Loboko (1956-1969) ;
- Joseph Wouamba-Awola (1969-1971) ;
- Séraphin Nombo Mavoungou (1971-1972) ;
- Antoine Gaspard Mynyngou (1972-1974) ;
- Robert Bathem (1974-1975) ;
- Jean Hilaire Boutandou (1975-1979) ;
- Hervé Kombila (1979-1984) ;
- Julienne Sengomona née Yaba (1984-1990) ;
- Jean Marie Lobellth (1990-1991) ;
- Marie de Lourdes Baghana née Banguid (1992-1993) ;
- Apollinaire Tsiba (1994-1997) ;
- Magloire Mabounda[2] (1997-2008) ;
- Célestin Tombé-Kondé (2008-2012) ;
- Pierre Albert Victor Bayonne (depuis 2020)[3].

- Pierre Joachim Gomakick (2020 - Actuel)

## Toponymie
L'arrondissement Lumumba a été ainsi nommé en hommage à Eméry Patrice Lumumba, homme politique du Congo-Léopoldviille.

## Principaux édifices
Tout comme l'ensemble de la ville, peu de place a été réservée aux espaces verts et aux monuments pour se remémorer les grands hommes et les grands événements de la ville.
On note toutefois :
- l'avenue Charles de Gaulle, véritable colonne vertébrale de l'arrondissement et de la ville. Elle part de la gare centrale et se prolonge via le rond-point Kassaï par l'avenue Moé Kaat Matou vers le rond-point de la place de la République (initialement place Pierre Savorgnan De Brazza, puis Rond-point du semainier et enfin plus récemment place Emery Patrice Lumumba). Cette place se subdivise ensuite en 7 avenues (Raymond Paillet, Alphonse Demosso, Costode Zacharie, Ma Loango, Schoelcher, Moé Pratt et Révolution) vers la cité.

- le buste de Raphaël Antonetti, gouverneur de l'AEF ;
- la gare centrale du CFCO, inspirée de celle de Deauville et construite par Jean Philippot ;
- le port maritime ;
- la lagune Tchikobo draguée et remblayée pour laisser place à un lotissement de coquettes villas ROC[5],[6],[7],[8] ;
- l'école paramédicale Jean Joseph Loukabou qui a abrité avant l'indépendance l'assemblée terrotiriale du Moyen-Congo ;
- l'église Notre-Dame de l'Assomption ;
- la cathédrale Saint-Pierre-Apôtre ;
- l'hôtel de ville autrefois galerie marchande avant l'indépendance ;
- l’hôtel atlantique palace situé dans le centre-ville.
- le musée du cercle africain, édifice art déco, construit en 1947, jadis prestigieux, tombé en décrépitude à la fin des années 1990, réhabilité par ENI Congo, après avoir servi tour à tour, de cercle CAMDATO ( Cercle Amical des Dahoméens et des Togolais), de Cercle Africain, de tribunal d’instance et de carrefour d’expression culturelle et artistique.

Monuments de Pointe-Noire
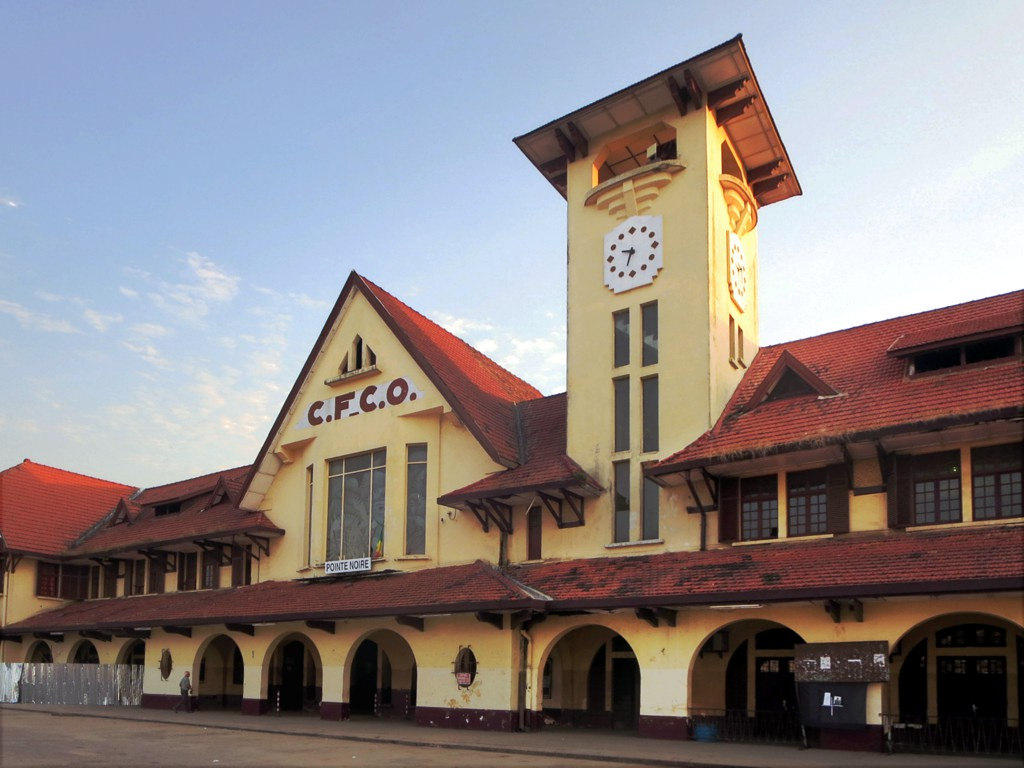
Gare CFCO de Pointe-Noire.
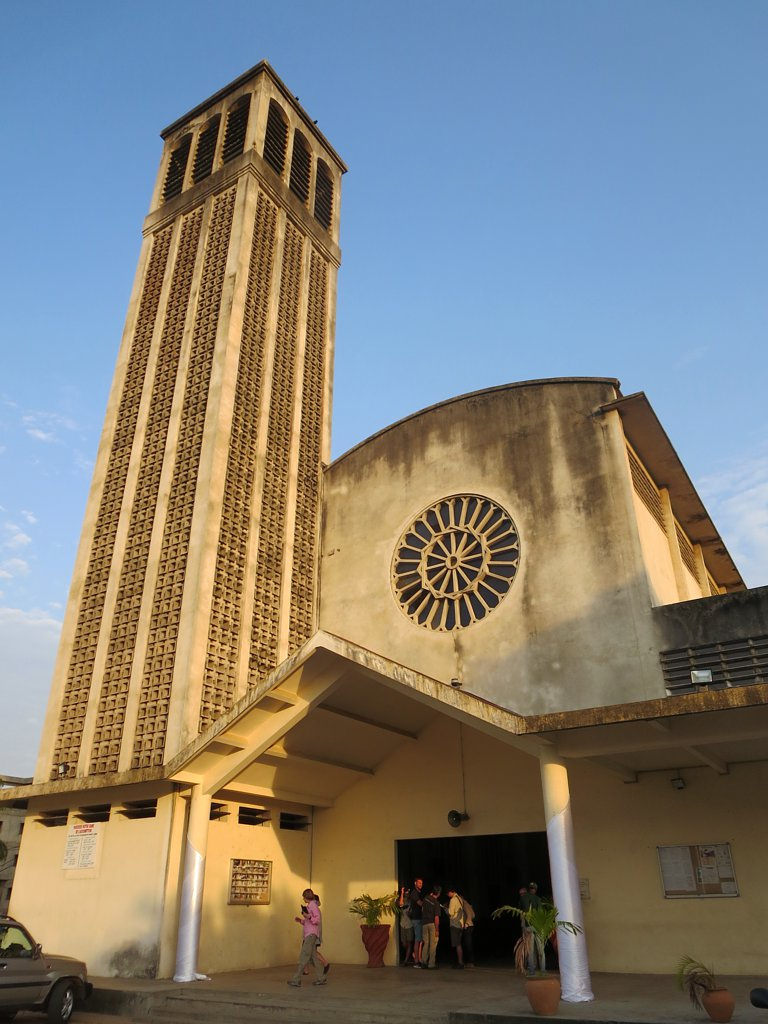
Eglise Notre Dame de l'Assomption de Pointe-Noire.
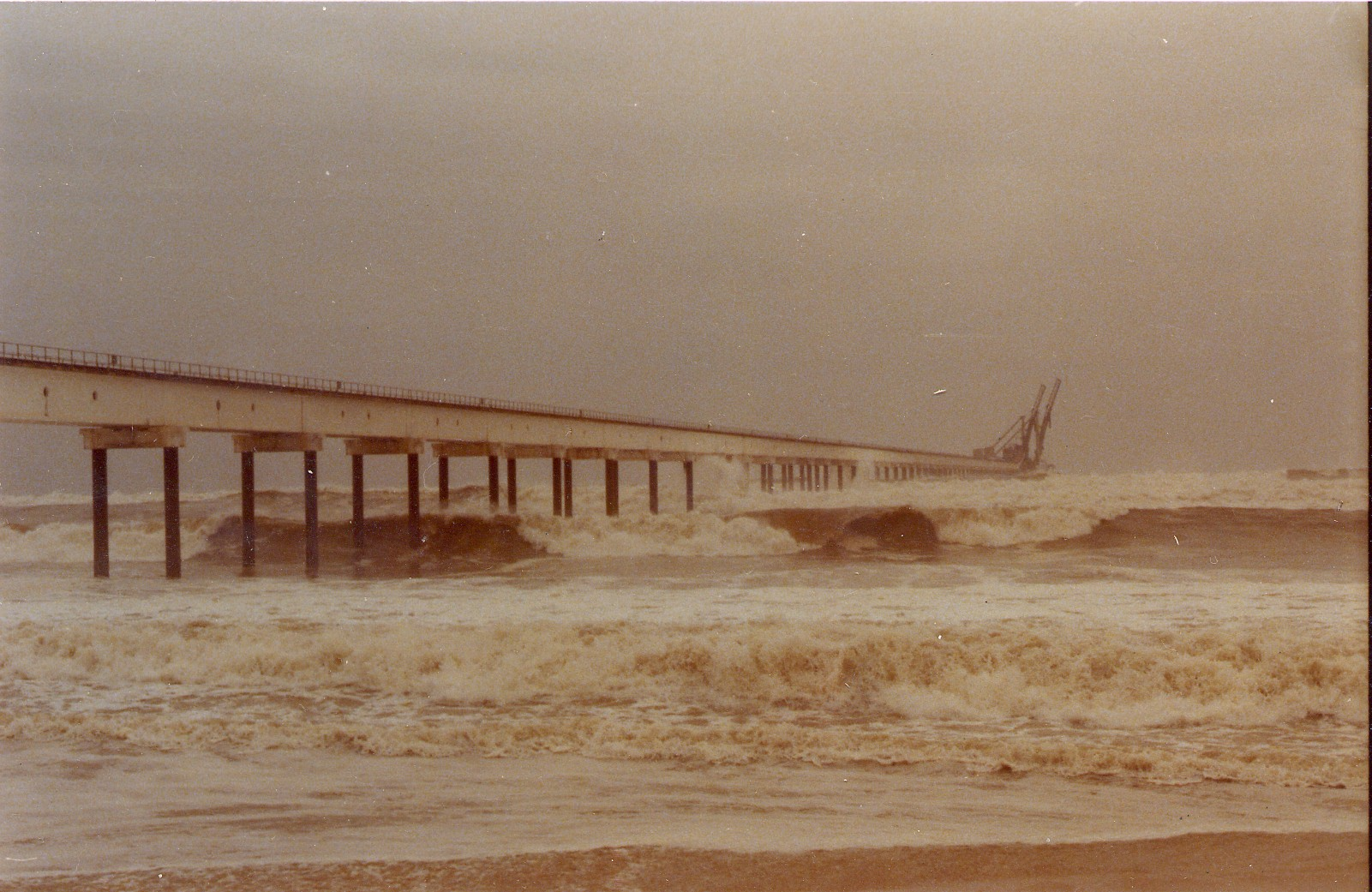
Wharf de la Compagnie des Potasses du Congo.

## Quartiers
- Ndjindji: quartier s'étendant de l'évêché à la côte sauvage et au port. C'est le quartier historique primitif de Pointe-Noire dont le nom est tiré de l'onomatopée rappelant le ressac des vagues sur les roches.
- Le Grand Marché
- Quartier Chic Tchitchéllé: Chic car habitée par la classe lettrée et du nom de Robert Stéphane Tchitchéllé, le premier maire autochtone de Pointe-Noire qui y vivait. Une autre explication serait qu'il s'agit d'une déformation de SIC (Société Industrielle de Construction) qui a construit les villas coloniales du quartier.
- Kilomètre 4 (Kam 4) du nom de l'emplacement de l'atelier de maintenance du CFCO: ancienne cité ouvrière du CFCO
- Saint-Pierre du nom de la cathédrale Saint-Pierre-Apôtre de Pointe-Noire, lien entre les catholiques de la cité africaine et ceux de la cité européenne (Dâle en langue Vili)
- Loaya du nom de la lagune du même nom
- Le Wharf, structure métallique, aujourd'hui disparue, qui servait jadis à exporter le minerai de potasse extrait à Tchitondi (anciennement Holle) par la Compagnie des potasses du Congo.
- Tchimbamba: Ce toponyme provient du génie protecteur de la lagune de Loaya répondant au nom de Mani Li Tchibamba, le plus vieux et le plus puissant des génies de Tchikoungoula dont le symbole fut Mayal' Mayal'. Paré de clochettes et de colliers de perles, dont on entendait le cliquetis, il logeait dans une hutte au milieu d'un îlot boisé. Interdiction était faite aux puceaux et aux filles vierges d'approcher de cet endroit sacré[9].
- Mpita: Du vili Mpit' (bifurcation) francisé en Mpita. C'est l'ancien village du district de Loandjili, faisant actuellement partie intégrante de Pointe-Noire.

Ce toponyme vient de l'appellation d'une arme traditionnelle mpita mbavu (sorte d'arbalète). C'est aussi le nom d'un génie féminin venu de Tchilunga (Madingo-Kayes) qui, refusant de s'installer dans Mbou Mvoumvou, occupa une partie de la lagune de Loaya et épousa le génie Mani Li Tchibamba, C'est la terre du prophète synchrétiste Zéphirin Lassy et de l'homme politique Germain Bicoumat.
Une autre explication est que Mpita vient du verbe Kuvita, bifurquer. C'était le lieu dans lequel les émigrants Vili, dans leur transhumance, ont fait une halte de quelques années, sur les rives de la rivière Loaya, en provenance de Kongo dia Ntothela (Kongo du Roi ou royaume du Kongo), duquel ils se sont émancipés, avant de s'établir définitivement à Mbanda (site historique de Pointe-Noire; du verbe kubãnda, fixer, enfoncer). Compris entre l'océan Atlantique et la brasserie Brasco, c'est un quartier résidentiel cosmopolite (ouest africains, libanais, maraichères dolisiennes, pêcheurs locaux, expatriés occidentaux...), assurant la jonction entre l’hypercentre et la périphérie sud.
- La base:
- Bos Congo, base logistique pétrolière
- Malala:
- OCH: Office congolais de l'habitat. Parfois appelé quartier Saint-Pierre, en raison de sa proximité avec la cathédrale Saint-Pierre-Apôtre, Ce fut l'emplacement de Cibota, un ancien village important entouré de palmiers, de cocotiers et de manguiers, fondé lors du transfert du village lagunaire de M:bu Mvu:mvu.

## Marchés
- Marché central (Grand Marché)
- Marché de la Liberté
- Marché Oui
- Marché Thystère

## Enseignement

### Ecoles primaires
- Révolution
- Jean Félix-Tchicaya
- Charles Mynyngou
- 5 février 1979
- Germain Bicoumat
- Tchimbamba
- Trois Martyrs (Joseph Pouabou, Lin Lazare Matsocota et Anselme Massouémé)
- Lien Athanase Dambou
- Et Saint Pierre, une école privée conventionnée catholique.

### Collèges et lycées
- Collège Jean Félix-Tchicaya
- Collège Kwamé Nkrumah
- Collège5 février 1979
- Collège Les trois glorieuses
- Lycée Technique Poaty Bernard
- Lycée Technique Commercial de l’O.C.H.
- Lycée Les trois glorieuses
- Institut Technique Thomas Sankara
- C.E.T.I. Nguyen Van Throy (orthographe exacte Nguyễn Văn Trỗi) devenu CEFA
- C.E.T.F. Tambou Madeleine
- C.E.T.M du 12 aout 1965
- Ecole para médicale Jean Joseph Loukabou (ancien siège de l'assemblée territoriale du Moyen-Congo)

## Santé
- Hôpital Général Adolphe Sicé
- C.S.I Jane VIalle
- C.S.I  O.C.H (Office Congolais de l'Habitat)
- C.S.I du Km4
- C.S.I de Mpita
- C.S.I Gabrielle Oya (CQ 106)
- Centre d’Hygiène Scolaire
- Hôpital Régional des Armées et la Clinique des Armées.
- polyclinique royal santé

## Édifices religieux
- L'église Notre-Dame de l'Assomption
- La cathédrale Saint-Pierre-Apôtre
- L'église Saint Jean Marie Vianney de Mpita
- L'église Christ Roi de Loandjili
- L'église Saint Jean Bosco de Fond Tié Tié
- Léeglise Saint Christophe de Sympathique
- L'église Saint André Kagwa
- L'église Saint Kisito
- L'église Saint Charles Lwanga
- L'église Saint Esprit de Mpaka
- L'église Sainte Face de Jésus
- L'église Sainte Thérèse de l'Enfant Jésus
- L'église Saint Joseph
- L'église Saint Jean Apôtre
- L'église Sainte Thérèse de l'Enfant Jésus
- L'église Saint François d'Assise
- L'église Sainte Bernadette
- L'église Saint Michel
- L'église Sainte Rita